# Nöchling
Nöchling je městys v Rakousku ve spolkové zemi Dolní Rakousy v okrese Melk. Žije zde přibližně 1 100 obyvatel.

## Geografie

### Geografická poloha
Nöchling se nachází ve spolkové zemi Dolní Rakousy v regionu Waldviertel. Rozloha území městyse činí 19,58 km², z nichž přibližně 40% pokrývá les.

### Části obce
Území městyse Nöchling zahrnuje 7 sídel:
- Artneramt
- Baumgartenberg
- Freigericht
- Gulling
- Mitterndorf
- Niederndorf
- Nöchling

### Sousední obce
- na severu: Waldhausen im Strudengau (okres Perg), Sankt Oswald
- na východě: Hofamt Priel
- na jihu: Neustadtl an der Donau (okres Amstetten)
- na západě: Sankt Nikola an der Donau (okres Perg)

## Kultura a památky

### Stavby
- Farní kostel sv. Jakuba Většího

## Galerie

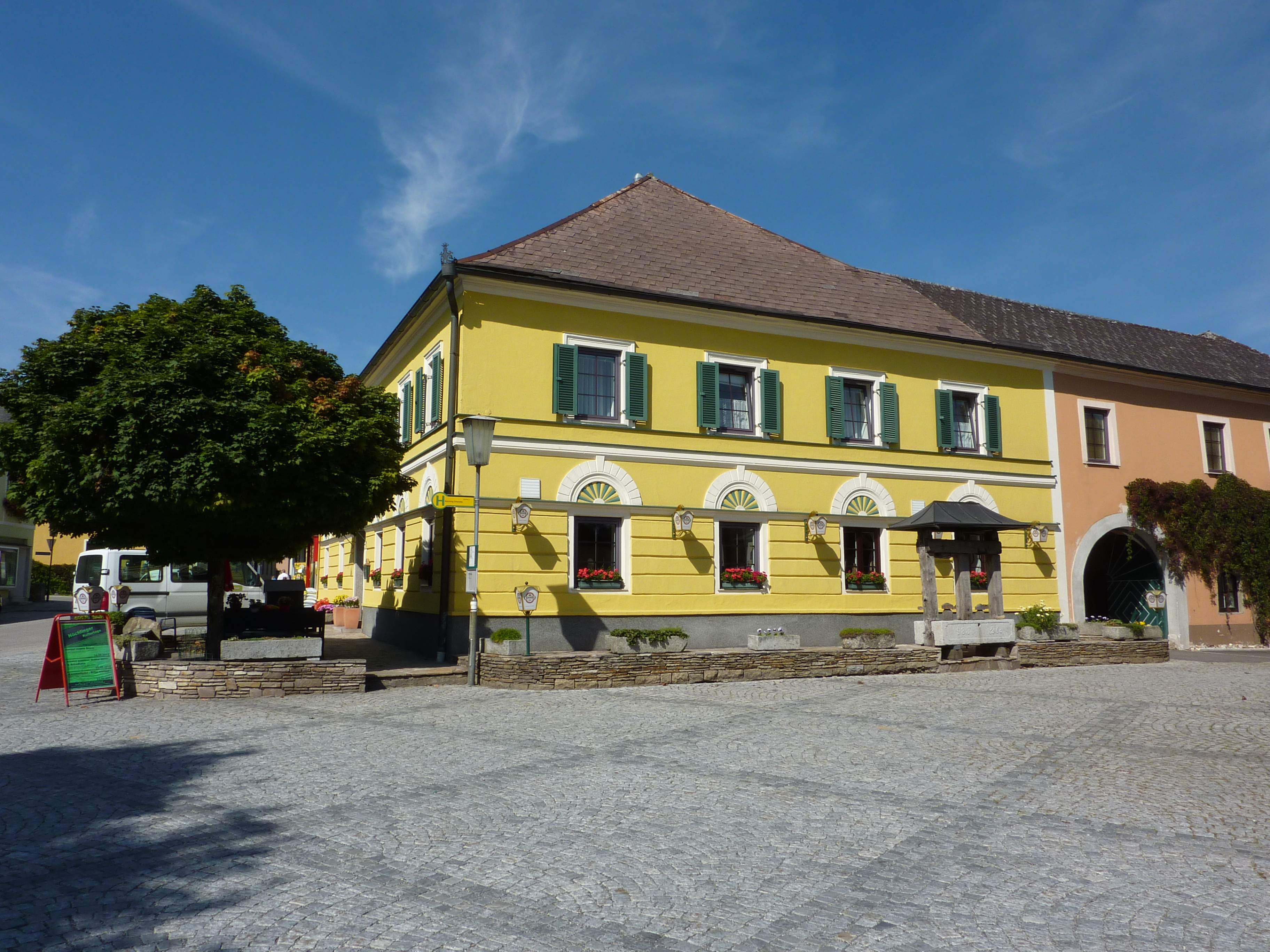
Hostinec v Nöchlingu
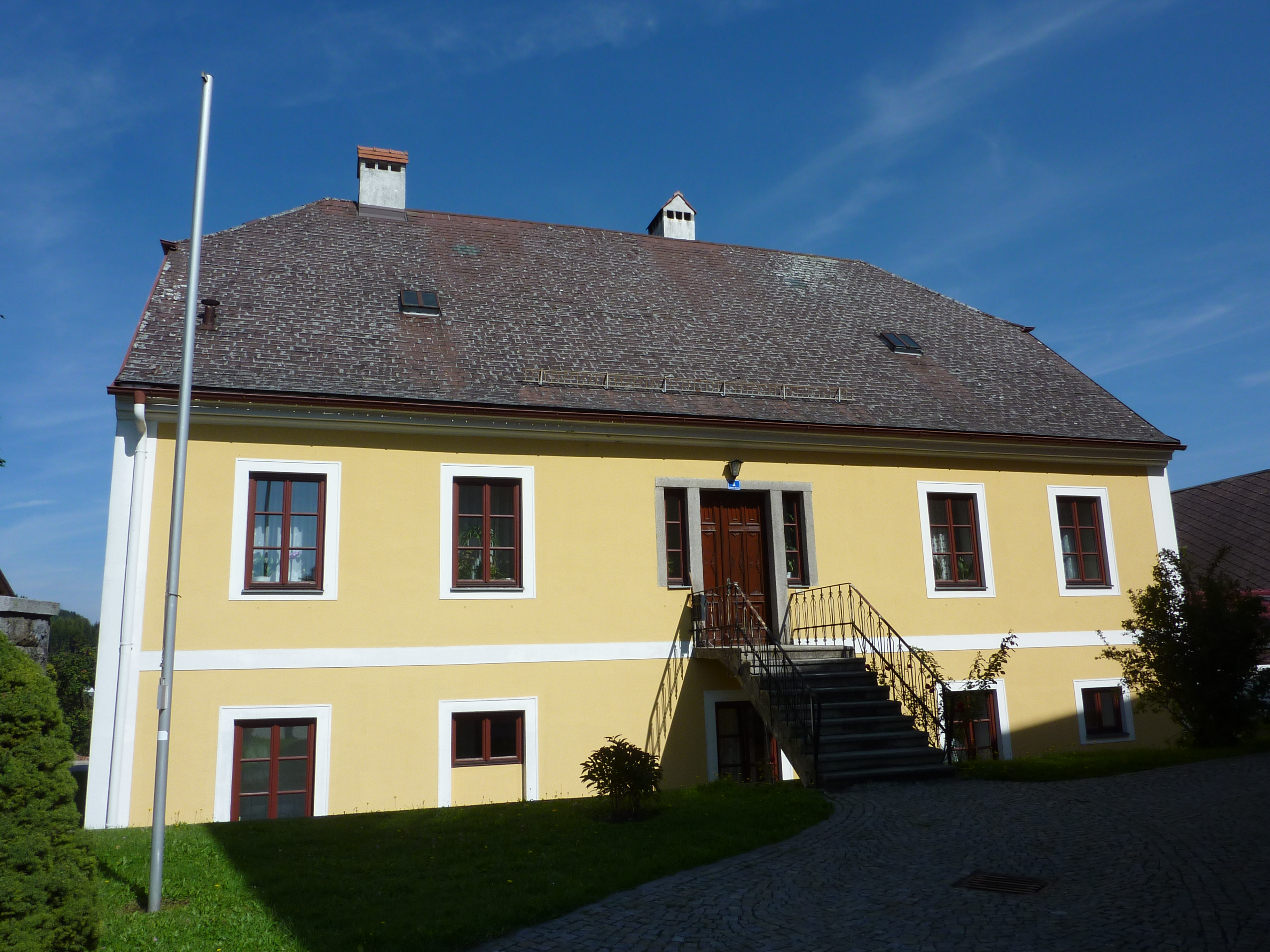
Fara v Nöchlingu
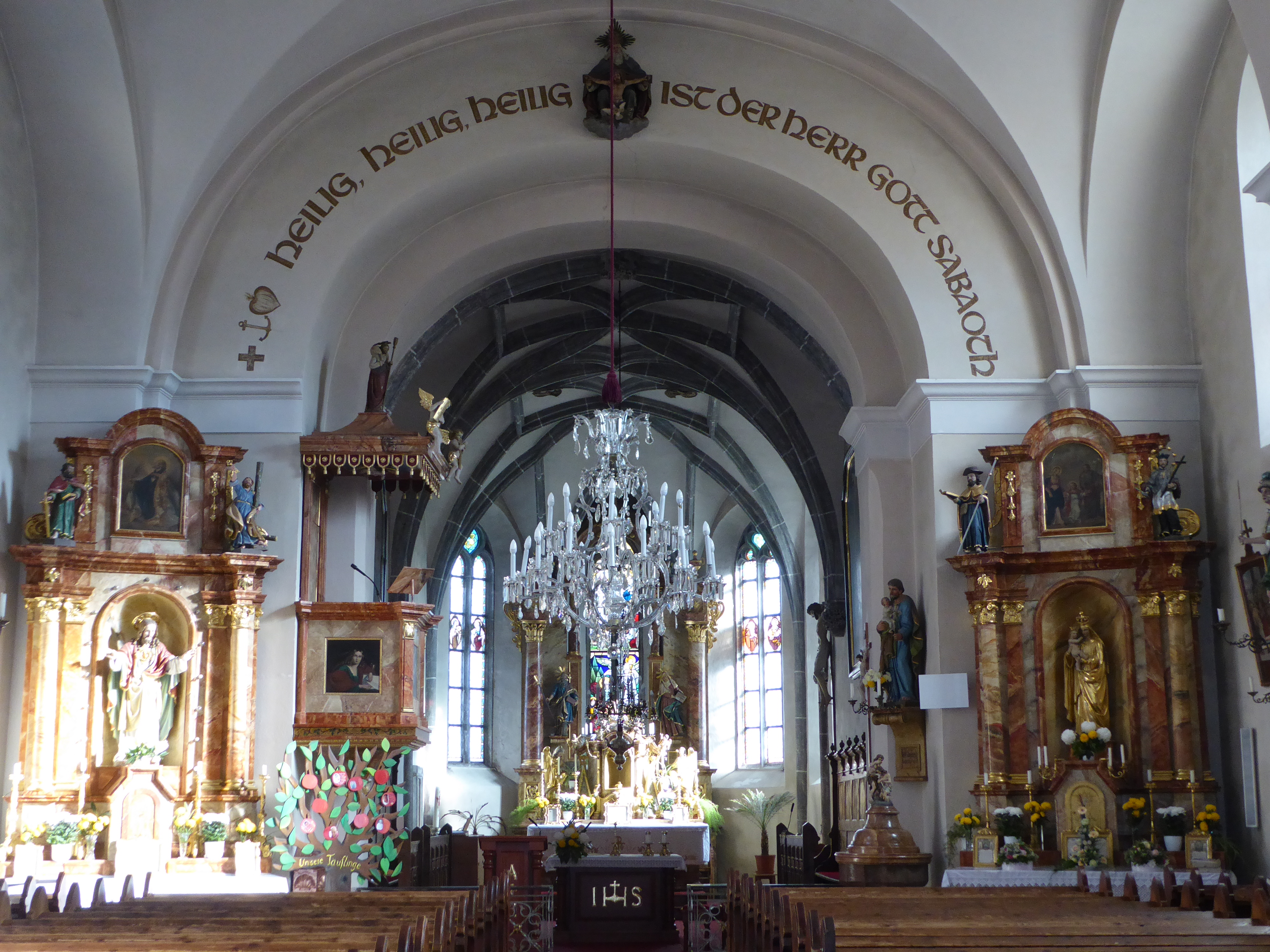
Interiér farního kostela sv. Jakuba Většího